# Pia Aumeier
Pia Aumeier (* 1969) ist eine deutsche Biologin und Bienenwissenschaftlerin.

## Werdegang
Aumeier promovierte in Biologie und beschäftigt sich seit 1995 intensiv mit der Varroamilbe sowie der Ökologie und Gesundheit von Honigbienenvölkern. Über viele Jahre war sie als wissenschaftliche Mitarbeiterin an der Ruhr-Universität Bochum tätig und leitete dort den Versuchsimkerbestand. Gleichzeitig ist Aumeier selbst praktizierende Imkerin: In Bochum betreut sie etwa 300 Bienenvölker. Sie ist bekannt für ihre Arbeit in der Imkerschaft und engagiert sich in Vorträgen und Kursen für Bienenschutz und Praxisimkerei.

## Biografie
Nach ihrem Biologiestudium legte Aumeier ihre Diplomarbeit an der Bayerischen Landesanstalt für Bienenzucht ab. Anschließend promovierte sie. Während und nach der Promotion arbeitete sie an mehreren Bienenforschungseinrichtungen in Deutschland (u. a. Stuttgart-Hohenheim, Tübingen, Bonn) sowie in internationalen Projekten in Brasilien und Südafrika. Etwa 17 Jahre lang war sie als wissenschaftliche Mitarbeiterin an der Ruhr-Universität Bochum im Bereich Bienenbiologie und Imkerei tätig. Nach dieser Zeit verlagerte sie ihren Schwerpunkt auf die Aus- und Weiterbildung von Imkern und die Öffentlichkeitsarbeit in der Imkerei.

## Forschung und Tätigkeit
Aumeiers Forschungsschwerpunkte liegen auf der Bienengesundheit, insbesondere dem Umgang mit der Varroamilbe Varroa destructor, und dem Verhalten von Honigbienen. Zusammen mit Kollegen wie Wolfgang Kirchner arbeitete sie an einem Projekt, das sich mit der Suche nach wirksamen Strategien gegen die Amerikanische Faulbrut beschäftigte. Neben der Forschung organisiert Aumeier praktisch orientierte Imkerschulungen. Sie bietet seit über 15 Jahren Fortbildungskurse für angehende Imker an und bildet jährlich etwa 600 Neueinsteiger aus. Zuletzt wurde auch ein umfangreicher Online-Einsteigerkurs „Imkerkurs mit Dr. Pia Aumeier“ auf der Lernplattform Imkerling veröffentlicht.

## Öffentlichkeitsarbeit und Veröffentlichungen
Aumeier ist als Autorin und Referentin in der Imkerszene aktiv. Sie gehört zum festen Autorenkreis des Deutschen Bienen-Journals und verfasste dort von 2008 bis 2019 regelmäßig die Kolumne „Tipps & Tricks für faule Imker“. Seit 2018 betreibt sie zudem den YouTube-Kanal „Pias Imkerwelt“, in dem sie Videos zu Praxisfragen der Imkerei veröffentlicht. Aumeier ist Co-Autorin einer Übersichtsarbeit „Biology and control of Varroa destructor“ (Journal of Invertebrate Pathology, 2010) zusammen mit Peter Rosenkranz und Bettina Ziegelmann. In der Fachzeitschrift Apidologie erschien 2001 ein gemeinsamer Artikel mit Peter Rosenkranz zur Frage, ob Duftstoffe der Varroamilbe hygienisches Verhalten bei Bienen auslösen. Daneben veröffentlichte sie zahlreiche Monografien und Aufsätze in Imkerzeitschriften (z. B. ihre Monatsbetrachtungen). Ihre Beiträge richten sich oft an Praktiker der Imkerei und kombinieren aktuelle Forschungsergebnisse mit Alltagstipps für Imker.